# گونشلی (هوپا)
گونشلی (به لاتین: Güneşli) یک منطقهٔ مسکونی در ترکیه است که در هوپا واقع شده‌است. گونشلی ۸۹ نفر جمعیت دارد.